# Chinameca, Guerrero
Chinameca är en ort i Mexiko.   Den ligger i kommunen Atlamajalcingo del Monte och delstaten Guerrero, i den sydöstra delen av landet, 250 km söder om huvudstaden Mexico City. Chinameca ligger 1 968 meter över havet och antalet invånare är 188.
Terrängen runt Chinameca är huvudsakligen kuperad, men österut är den bergig. Runt Chinameca är det ganska tätbefolkat, med 65 invånare per kvadratkilometer. Närmaste större samhälle är Malinaltepec, 8,7 km väster om Chinameca. I omgivningarna runt Chinameca växer huvudsakligen savannskog.